# Hypselobarbus lithopidos
Hypselobarbus lithopidos är en fiskart som först beskrevs av Day, 1874.  Hypselobarbus lithopidos ingår i släktet Hypselobarbus och familjen karpfiskar. IUCN kategoriserar arten globalt som otillräckligt studerad. Inga underarter finns listade i Catalogue of Life.